# Hylesia subcana
Hylesia subcana är en fjärilsart som beskrevs av Walker 1855. Hylesia subcana ingår i släktet Hylesia och familjen påfågelsspinnare. Inga underarter finns listade i Catalogue of Life.